# 벨 XV-15

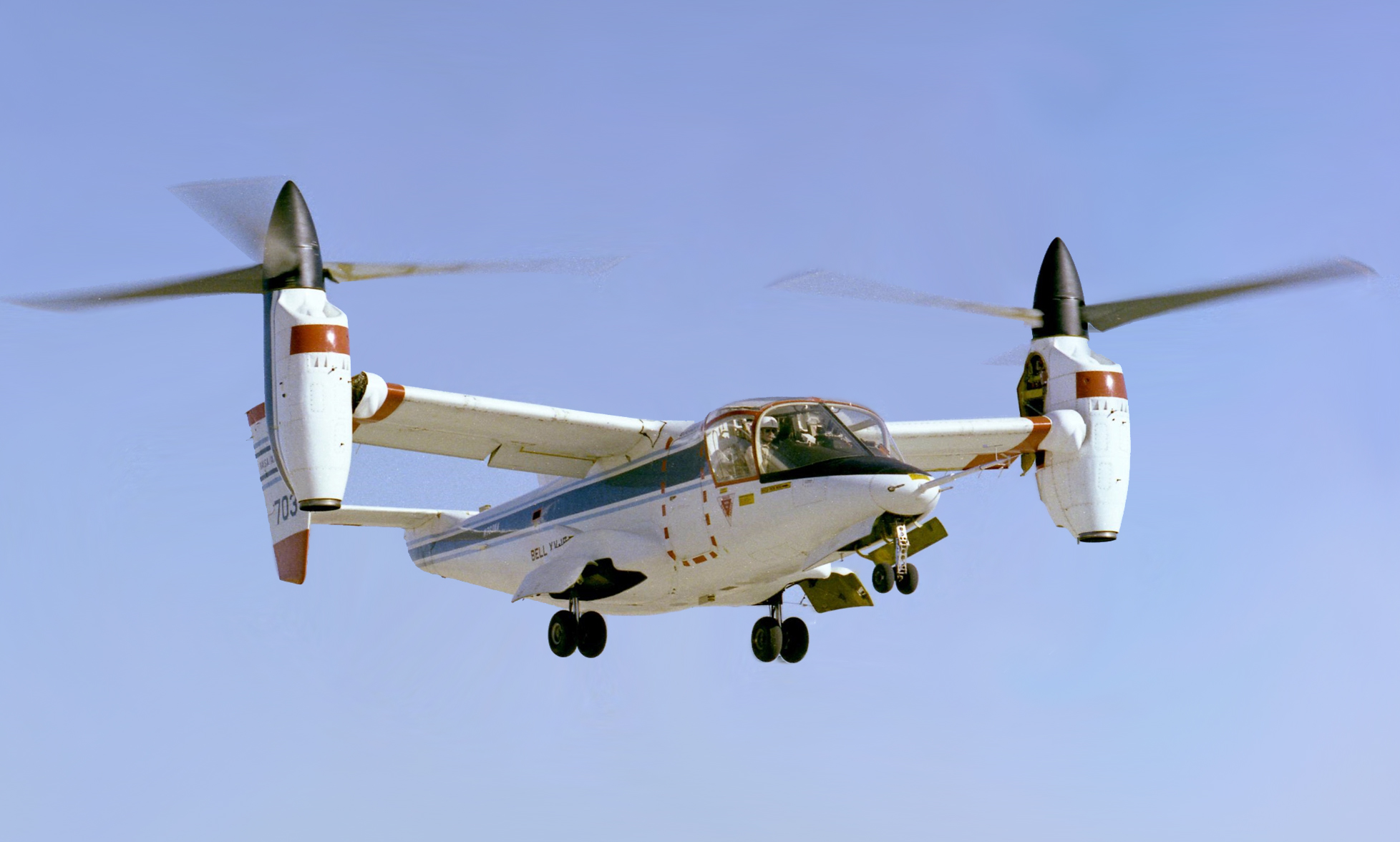

벨 XV-15(Bell XV-15)는 미국의 틸트로터 VTOL 항공기이다. 이 항공기는 두 번째로 성공한 실험용 틸트로터 항공기였으며 기존 헬리콥터에 비해 개념의 고속 성능을 최초로 보여준 항공기였다.

## 사양 (XV-15)

### 일반적 특성
- 승무원: Rockwell-Columbus LW-3B 방출 좌석에 2명
- 용량: 좌석 장착 시 최대 9명 / 최대 1,542kg(3,400lb) 페이로드 STOL
- 폭: 전체 17.42m(로터 회전 포함)
- 높이: 꼬리 지느러미 위 3.86m(12피트 8인치), 나셀이 수직인 경우 5m(15피트 4인치)
- 날개 면적: 169평방피트(15.7m2)
- 익형: 날개 - NACA 64A015
- 공차 중량: 4,341kg(9,570lb)
- 총 중량: 5,897kg(13,000lb) VTO
- 최대 이륙 중량: 6,804kg(15,000lb) STO
- 연료 용량: 날개 탱크 4개당 229 US gal(191 imp gal, 867 L)
- 동력 장치: 2 × Textron Lycoming LTC1K-4K 터보샤프트/터보프롭 엔진, 각 정상 이륙 출력 1,550hp(1,160kW)(최대 10분), 1,802sh(1,344kW) 비상 전력(최대 2분), (수정된 Lycoming T53-L-13B)
- 메인 로터 직경: 2 × 25피트(7.6m)
- 메인 로터 면적: 총 981.8평방피트(91.21m2)
- 블레이드 섹션(원본): - 루트: NACA 64-935/528/118; 팁: NACA 64-(1.5)12/208
- 블레이드 섹션(Boeing ATB): - 루트: V43030-1.58/VR-7; 팁: 보잉 VR-8

### 성능
- 최대 속도: 5,182m(17,000피트)에서 332노트(382mph, 615km/h)
- 순항 속도: 최대 303노트(349mph, 561km/h) 5,029m(16,500피트)에서, 6,096m(20,000피트)에서 200노트(230mph, 370km/h)
- Never exceed speed: 364kn(419mph, 674km/h)
- 범위: 최대 연료 사용 시 445 nmi(512 mi, 824 km)
- 서비스 천장: 8,800m(29,000피트)
- 서비스 천장 OEI: 15,000피트(4,572m)
- 호버 천장 IGE: 3,200m(10,500피트)
- 호버 천장 OGE: 8,650피트(2,637m)
- 상승 속도: 해수면에서 3,150ft/min(16.0m/s)
- 디스크 로딩: 15.2lb/sq ft(74kg/m2)
- 출력/질량: 0.45hp/lb(1kW/kg)

## 같이 보기
- 벨 XV-3
- V-22 오스프리
- 아구스타웨스틀랜드 AW609